# Dickenbusch (Solingen)
Dickenbusch ist der Name eines Stadtviertels und einer kleinen Parkanlage in der bergischen Großstadt Solingen.

## Lage und Beschreibung
Dickenbusch befindet sich südlich der Solinger Innenstadt innerhalb des Stadtbezirks Solingen-Mitte, unmittelbar an der Grenze zum Stadtbezirk Burg/Höhscheid. Die gleichnamige, kleine Parkanlage liegt im Straßendreieck zwischen der Katternberger Straße im Norden und der Kölner Straße im Osten. Südlich davon, im Bereich der einstigen Ortslage, befinden sich heute die Grundschule Katternberg, die Lutherkirche, mehrere Verwaltungsgebäude der evangelischen Kirche sowie einige Wohnhäuser. Östlich befindet sich das ehemalige Firmenareal der Maschinenfabrik Kieserling & Albrecht, dessen Verwaltungsgebäude heute Sitz der Bergischen Volkshochschule ist. Südlich von Dickenbusch verläuft die Bahnstrecke Solingen–Remscheid, dort befindet sich auch der Haltepunkt Solingen Grünewald. Auch die Hauptwache der Feuerwehr Solingen befindet sich am Dickenbusch.
Benachbarte Orte sind bzw. waren (von Nord nach West): Solingen, Werwolf, Wiedenhof, Kirberg, Obenweeg, Grünewald, Obenpilghausen, II. Heidberg, Kirschbaumer Hof und Weyersberg.

## Geschichte
Dickenbusch lässt sich als bergische Hofschaft vermutlich bis in das 15. Jahrhundert zurückverfolgen, die erste urkundliche Erwähnung des Ortes erfolgte im Jahre 1488.:1 Die Herkunft des Ortsnamens ist unklar. Dickenbusch befand sich zwar nahe am Solinger Stadtgebiet, lag aber außerhalb der Stadtgrenzen und der historischen Stadtbefestigung. Er gehörte stattdessen der Außenbürgerschaft Solingen an, die seit dem Mittelalter den ländlichen Außenbezirk der Stadt Solingen umfasste.
Über Dickenbusch verlief der 1752 bis 1754 gebaute neue Rheinweg, der Solingen besser an die Handelsstadt Köln anbinden sollte. Die Strecke führte über die heutige Kölner Straße und schließlich über die Trasse der heutigen Bundesstraße 229 unter anderem über Höhscheid. Die Straßenverbindung wurde 1830 als Chaussee nach Cöln bezeichnet und war unter Preußen im 19. Jahrhundert Teil der Provinzialstraße Elberfeld–Hitdorf. Im Norden zweigte am Dickenbusch auch eine Straßenverbindung in westliche Richtung ab, die über Hossenhaus und Katternberg nach Brücke führte. Dieser Straße kam jedoch im überregionalen Verkehr stets nur eine untergeordnete Bedeutung zu, es handelt sich um die heutige Katternberger Straße.
Obwohl der Ort seit dem 15. Jahrhundert nachgewiesen ist, fehlt er in der Karte Topographia Ducatus Montani, Blatt Amt Solingen, von Erich Philipp Ploennies aus dem Jahr 1715. Die Topographische Aufnahme der Rheinlande von 1824 verzeichnet den Ort als am dicken Busch. Die Preußische Uraufnahme von 1844 verzeichnet den Ort als Dickenbusch. In der Topographischen Karte des Regierungsbezirks Düsseldorf von 1871 ist der Ort hingegen nur unbenannt verzeichnet. Dickenbusch gehörte ab Anfang des 19. Jahrhunderts zur Bürgermeisterei Solingen.

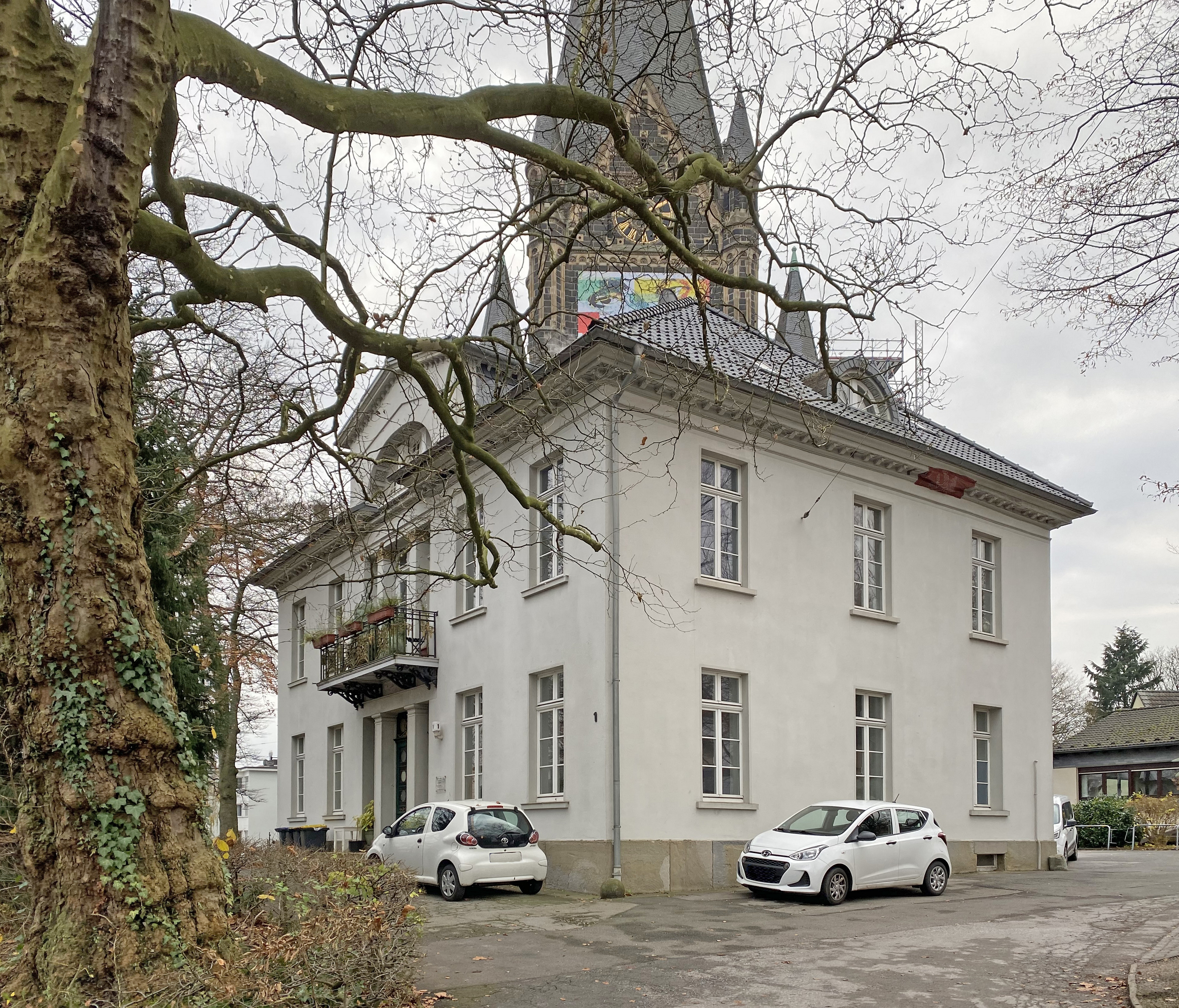
Villa Jellinghaus von 1840

Bereits weit vor dem Abriss der Stadtbefestigung der Solinger Altstadt um das Jahr 1800 wurden die Ausfallstraßen mit einzelnen Wohnhäusern bebaut, vorwiegend Kaufmannshäuser und Wohngebäude des gehobenen Bürgertums. Dies galt insbesondere auch für die heutige Kölner Straße bis Dickenbusch und darüber hinaus.:2 Eines der ersten und repräsentativsten dieser Kaufmannshäuser am Dickenbusch war das sogenannte Haus Goebel, ein kunsthistorisch bedeutsames um 1790 errichtetes Steinhaus im Stil des Rokoko. Die Bebauung verdichtete sich im Laufe des 19. Jahrhunderts, dabei entstanden auch das Haus Herkersdorf im Jahre 1811 und die Villa Jellinghaus im Jahre 1840. Bereits in der zweiten Hälfte des 19. Jahrhunderts ging Dickenbusch auch in der geschlossenen Bebauung der Stadt Solingen auf.

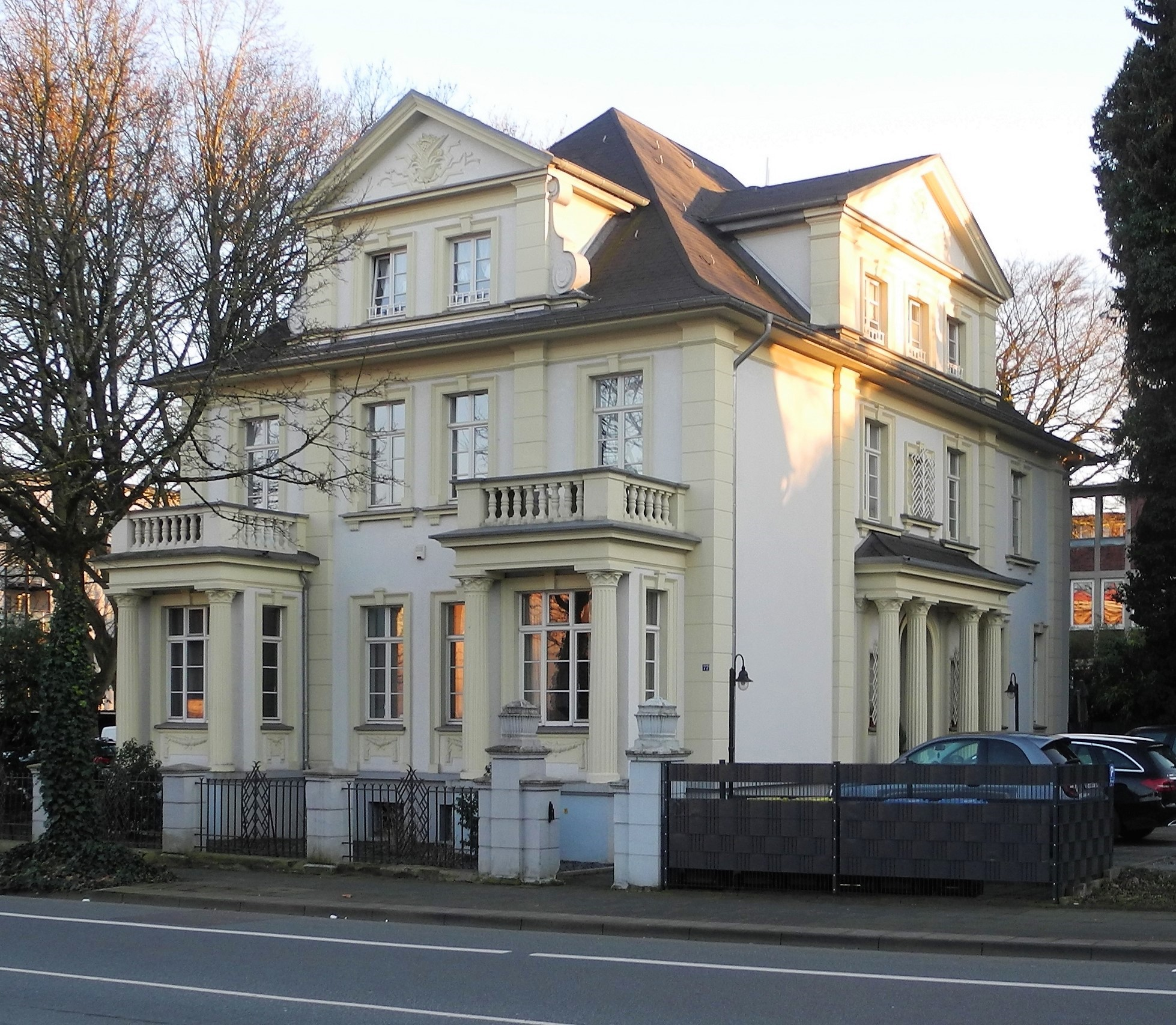
Villa Birkenweiher 77 von 1925

Eine rasante bauliche Entwicklung erlebte der Dickenbusch ab Ende des 19. Jahrhunderts, als zahlreiche neue Straßen angelegt und sukzessive bebaut wurden. Im Jahre 1890 wurde die Bahnstrecke der Korkenzieherbahn südlich von Dickenbusch trassiert, im Südwesten entstand der Bahnhof Solingen Süd, der 1913 zum Solinger Hauptbahnhof wurde. Nördlich des Bahnhofes siedelte sich die Maschinenfabrik Kieserling & Albrecht an. Die Gegend blieb eine der bevorzugten Wohnlagen des gehobenen Bürgertums, mehrere Villen wurden rund um den Dickenbusch errichtet, darunter das Gebäude Birkenweiher 77. Rund um die zur Jahrhundertwende eröffnete kleine Parkanlage am Dickenbusch entstanden darüber hinaus einige repräsentative Bürgerhäuser. Auf einem Eckgrundstück im Süden von Dickenbusch ließ die evangelische Kirchengemeinde 1898 bis 1901 die Lutherkirche errichten.
Im November 1944 wurde Solingen durch zwei Großluftangriffe im Zweiten Weltkrieg schwer getroffen, auch am Dickenbusch wurden zahlreiche Gebäude zerstört und viele Tote geborgen. Zu den prominensten zerstörten Gebäuden zählte das Haus Goebel, das seit 1910 als Sitz des Oberbürgermeisters August Dicke gedient hatte. Obwohl es rekonstruierbar gewesen wäre, wurden die Überreste des Gebäudes 1949 ordnungswidrig abgebrochen. Andere Bauwerke wie die Lutherkirche wurden wiederaufgebaut.
Die Maschinenfabrik Kieserling & Albrecht wurde 1999 geschlossen, das Werksgelände nutzte fortan die Firma Egon Evertz, auch die Volkshochschule, die Musikschule sowie die Zentralstelle Chorgesang bezogen Teile des Areals. Nach der Stilllegung des verkehrsungünstig gelegenen alten Solinger Hauptbahnhofes wurde er 2006 durch den neu errichteten Haltepunkt Solingen Grünewald ersetzt. Die Parkanlage am Dickenbusch wurde 2011 aus Sparzwängen der Stadt Solingen geschlossen. Nach Protesten in der Bevölkerung wurde die Anlage jedoch 2017 wiedereröffnet. Für Diskussionen in der Solinger Lokalpolitik sorgt darüber hinaus seit den 2010er Jahren die Verkehrsführung am Dickenbusch, so bestehen Forderungen einzelner Ratsfraktionen, die beiden Ampelkreuzungen durch Kreisverkehre zu ersetzen, die jedoch bislang keine Mehrheit gefunden haben.